# Nordkalottleden
Nordkalottleden (švédsky; česky Cesta Severní Kalotou, norsky: Nordkalottruta, finsky: Kalottireitti) je značená dálková turistická stezka v polární oblasti v severských zemích, v oblasti Severní Kalota. Cesta má celkovou délku 800 km a leží podél hranice Norska, Švédska a Finska. Začíná v Kautokeino v severním Norsku a končí na jihu ve vesnici Sulitjelma (Norsko) nebo případně v osadě Kvikkjokk (Švédsko). Z 800 km cesty leží 380 km v Norsku, 350 km ve Švédsku a 70 km ve Finsku. Stezka celkem patnáctkrát překračuje hranici.
V roce 1977 se začalo s plánováním turistické stezky na severu. Byly do ní zahrnuty stávající cesty a byla doplněna novými cestami. Do cesty byly zařazeny části cesty švédských stezek Padjelantaleden a Kungsleden, dále norské stezky Nordlandsruta a cesty staré hranice u Tromso. Tyto plány byly dokončeny v roce 1989 a Nordkalottleden  byla slavnostně otevřena v roce 1993 na  Treriksrösetu (Mohyle třech zemí) aneb na trojmezí Norska, Švédska a Finska.
Cesta prochází národním parkem Øvre Dividal, národním parkem Reisa, národním parkem Rohkunborri, národním parkem Abisko a národním parkem Padjelanta. Tam, kde byla cesta Nordkalottleden nově vytvořena, je řídce a částečně stále viditelně značena kamennými mužiky a barvou. Protože jsou značky řídké, tak je zásadní mít s sebou na cestě kvalitní mapu. Často, zejména na začátku léta, je také cesta zaplavena, takže je nezbytné dělat zacházky od původní trasy. V některých místech se musí brodit řeky a potoky, protože částečně chybí mosty. Ve většině úseků jsou ve vzdálenostech 10-20 kilometrů postaveny chaty a další přístřešky na přenocování. Chaty jsou většinou vybavené zařízením na vaření, postelemi a palivovým dřívím. V chatách se obvykle vyžaduje poplatek za přespání. Očekává se, že všichni turisté berou na vědomí právo veřejné přístupnosti krajiny a že se obecně budou šetrně chovat k přírodě a životnímu prostředí.

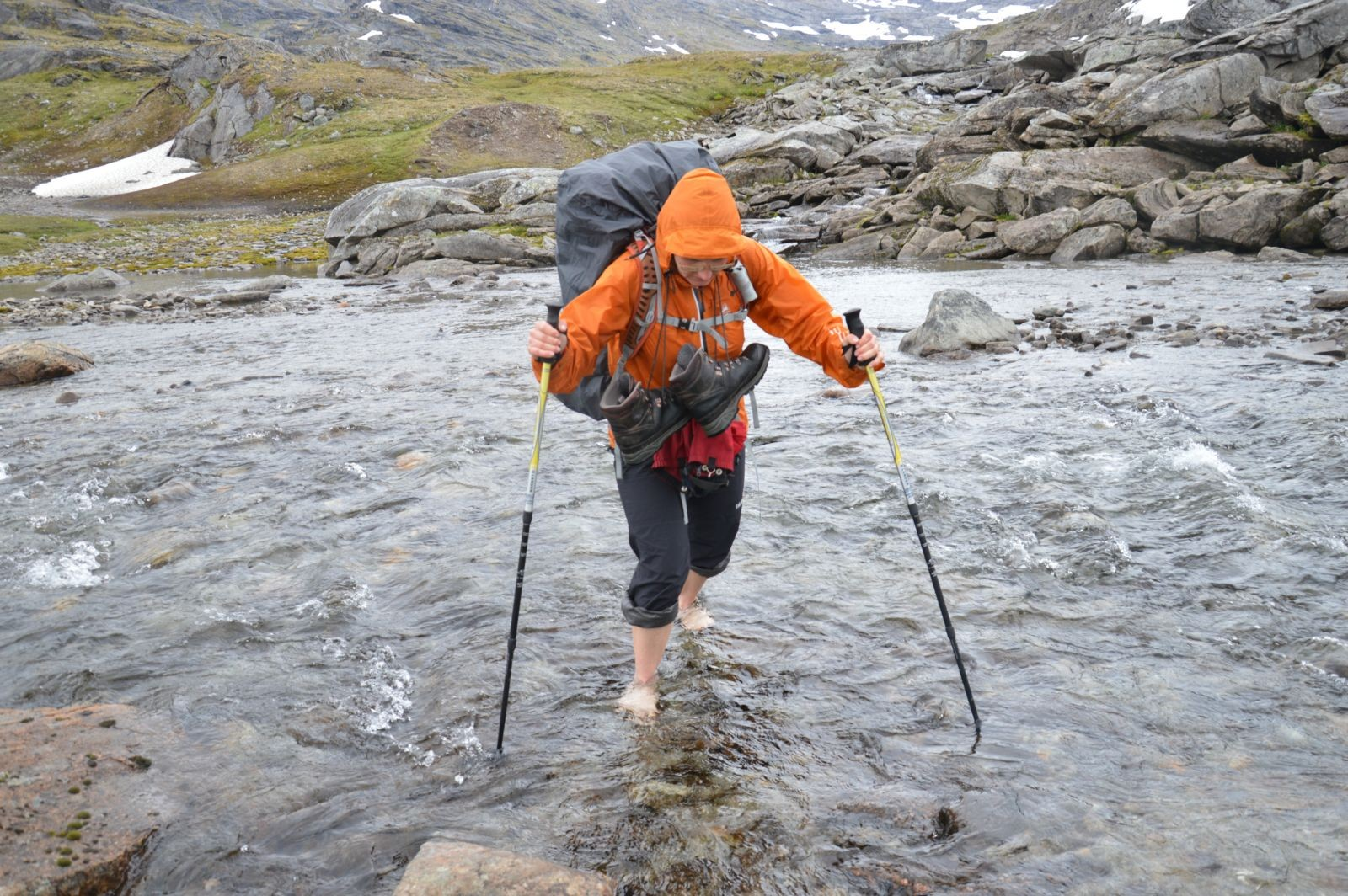
Na Nordkalottleden je časté brodění vodních toků

## Další zajímavá místa na stezce
- Kautokeino (Norsko)
- vodopád Pitsusköngäs (Finsko)
- vesnice Kilpisjärvi (Finsko)
- Přírodní rezervace Malla (Finsko)
- Innset (Norsko)
- Abisko (Švédsko)
- Skjomdalen (Norsko)
- Nikkaluokta (Švédsko)
- Ritsem (Švédsko)
- Sulitjelma (Norsko)
- Kvikkjokk (Švédsko)